# Crataegus florifera
Crataegus florifera — вид рослин із родини трояндових (Rosaceae).

## Біоморфологічна характеристика
Це кущ чи дерево заввишки 70 дм. Гілочки молоді ± червонуваті, незабаром ± голі, 1-річні блискучі червоно-коричневі, 2-річні більш тьмяні, старші матово-сірі; колючки на гілочках 1-річного віку блискучі, чорні, від міцних до ± тонких, 4–6 см. Листки: ніжка листка 30–70% довжини пластини, злегка запушена молодою, ± гола; пластина від майже округлої чи широко-яйцюватої до зворотно-яйцюватої, 4–7 см, частки по 3 або 4 на кожній стороні, від нечітких до чітких, краї дрібно-зубчасті, верхівка гостра, абаксіальна поверхня рідко волосиста, густо запушена вздовж жилок, адаксіально запушена. Суцвіття 6–10-квіткові. Квітки 17–20 мм у діаметрі; чашолистки вузько-трикутні, краї залозисто-пилчасті, пиляки від трояндових до темно-червоних. Яблука насичено-червоні, майже округлі, 8–13 мм у діаметрі, голі; кісточок 2–4. 2n = 68. Цвітіння: травень; плодоношення: вересень і жовтень.

## Середовище проживання
Зростає в пд.-зх. Онтаріо (Канада) і Нью-Йорку (США). Населяє сукцесійні поля, пасовища з деревними загарбниками, огорожі; на висотах 100–300 метрів.